# Heracleum trachyloma
Heracleum trachyloma är en flockblommig växtart som beskrevs av Fisch. och Carl Anton von Meyer. Heracleum trachyloma ingår i släktet lokor, och familjen flockblommiga växter. Inga underarter finns listade i Catalogue of Life.